# Amorbia cuneanum
Amorbia cuneanum es una especie de polilla del género Amorbia, tribu Sparganothini, subfamilia Tortricinae.

## Distribución
Se distribuye por Estados Unidos.

## Taxonomía
Fue descrita por Walsingham en 1879 y publicada en Illust. typical Specimens Lepid. Heterocera Colln. Br. Mus 4: 4.